# Stortjärnen (Hede socken, Härjedalen, 692897-136756)
Stortjärnen är en sjö i Härjedalens kommun i Härjedalen och ingår i Ljusnans huvudavrinningsområde. Sjön har en area på 0,0856 kvadratkilometer och ligger 428,4 meter över havet. Sjön avvattnas av vattendraget Ljusnan.

## Delavrinningsområde
Stortjärnen ingår i det delavrinningsområde (693099-136740) som SMHI kallar för Ovan VDRID = 678846-157106 i Ljusnans vattendrags*. Medelhöjden är 609 meter över havet och ytan är 19,48 kvadratkilometer. Räknas de 287 avrinningsområdena uppströms in blir den ackumulerade arean 2 396,92 kvadratkilometer. Avrinningsområdets utflöde Ljusnan mynnar i havet. Avrinningsområdet består mestadels av skog (38 procent), öppen mark (29 procent) och jordbruk (17 procent). Avrinningsområdet har 0,06 kvadratkilometer vattenytor vilket ger det en sjöprocent på 14,9 procent.